# Le Plaisantin
Le Plaisantin (titre original : Jokester) est une nouvelle humoristique de science-fiction d'Isaac Asimov publiée en 1956. On la trouve en France dans la revue Planète publiée en mars 1968 sous le titre Une bien bonne puis dans le recueil de nouvelles Le Robot qui rêvait paru en mai 1988.

## Résumé
Le personnage central, Noel Meyerhof, est un Grand Maître, l'un des douze au monde dont l'intuition est si développée qu'ils servent d'interfaces humaines avec Multivac, le super-ordinateur planétaire. On le surprend un jour en train de raconter une blague à Multivac : devient-il fou ? Essaie-t-il de détourner la puissance créatrice de Multivac pour constituer un recueil de nouvelles blagues à son profit ?
Rien de tout cela, explique Meyerhof : il cherche la source de l'humour ! En effet, il est convaincu que ce ne sont pas des humains qui créent les blagues, du moins aucune blague originale. L'humour, à l'origine, a été implanté chez l'homme dans un but scientifique, et tout le stock de blagues n'est que variations sur le schéma originel.
D'abord sceptiques, ses collègues Timothy Whistler et Adam Trask voient Multivac confirmer les intuitions de Meyerhof. Puis la dernière question est posée : que fera désormais l'observateur ? Multivac répond que, les réactions des sujets étant désormais faussées, puisqu'ils ont conscience d'être observés, l'expérience sera interrompue.
Les trois hommes découvrent alors effectivement qu'ils ont perdu tout sens de l'humour, comme toute l'humanité, et attendent avec angoisse de découvrir ce que sera la prochaine expérience.

## La place de l'humour
Une partie significative de cette nouvelle est consacrée aux blagues elles-mêmes. On y trouve notamment des variations sur les trois qui suivent, bien connues des francophones :
Pierre rentre chez lui à l'improviste et découvre sa femme au lit avec son meilleur ami :
« Jean, ça alors ! Moi, j'y suis obligé, mais toi ? »
La maîtresse d'école demande à une fillette la raison de son retard.
Celle-ci explique : « J'ai dû emmener la vache au taureau, mad'moiselle.
— Toi ? Comment ! Ton père ne peut pas faire ça lui-même ?
— Oh non, mad'moiselle ! Faut que ce soit le taureau ! »
Une femme est à l'article de la mort. Son mari lui tient la main, près du lit.
La femme essaie de parler : « Chéri...
— Chut ! Ne parle pas !
— Chéri, laisse-moi parler. Je dois t'avouer quelque chose...
— Tu n'as rien à avouer. Tout va bien.
— Non, tout ne va pas bien... Il faut que je t'avoue une chose sinon je ne pourrai pas mourir en paix : je t'ai trompé !
— Ne t'inquiète pas, je suis au courant... Pourquoi t'aurais-je empoisonnée sinon ? »

Incidemment, Asimov évoque les motifs qui font rire :
- avoir interprété un événement de façon inattendue ;
- se croire supérieur aux personnages de la blague ;
- être soulagé par le relâchement soudain de la tension ;
- être étonné par l'incongruité d'une scène.

Asimov rappelle également que l'humour est le propre de l'homme, que les plaisanteries sont culturelles et n'ont pas un caractère universel et qu'il existe des personnes qu'aucune blague ne fait rire. Il existe aussi des blagues qui ne font rire personne, telle celle-ci : 
Pierre rencontre Paul dans la rue et lui dit bonjour. Paul lui répond « bonjour ».